# A Fővárosi Nagycirkusz 2018-as évadja
A Fővárosi Nagycirkusz 2018-as évadja január 8-án kezdődött és előreláthatóan december 31-én fog véget érni. A Nagycirkusz hatodik nemzeti cirkuszévadja során öt különböző új előadást tűztek műsorra, valamint ismét megrendezésre került a Budapesti Nemzetközi Cirkuszfesztivál.

## Az évad műsorai
| Az előadás címe                           | Szezon      | Premier előadás   | Utolsó előadás      | Megjegyzés                                                     |
| ----------------------------------------- | ----------- | ----------------- | ------------------- | -------------------------------------------------------------- |
| 12. Budapesti Nemzetközi Cirkuszfesztivál | fesztivál   | 2018. január 8.   | 2018. január 14.    | A Budapesti Nemzetközi Cirkuszfesztivál tizenkettedik versenye |
| Győztesek karneválja a cirkuszban         | tél         | 2018. január 19.  | 2018. március 11.   | A 12. fesztivál válogatásműsora                                |
| Lúdas Matyi a cirkuszban                  | tavasz      | 2018. március 21. | 2018. április 2.    | Történetmesélő cirkusz előadás                                 |
| Atlantic Flight                           | tavasz–nyár | 2018. április 7.  | 2018. szeptember 9. | Vízi cirkusz                                                   |
| Rómeó & Júlia                             | ősz         | 2018. október 1.  | 2018. október 2.    | Történetmesélő cirkuszi előadás                                |
| Rengeteg – Looking Out                    | ősz         | 2018. október 4.  | 2018. október 5.    | Történetmesélő cirkuszi előadás                                |
| Egyenes labirintus                        | ősz         | 2018. október 8.  | 2018. október 9.    | Történetmesélő cirkuszi előadás                                |
| Szikramanók                               | tél         | 2018. október 20. | 2018. december 31.  | Klasszikus cirkuszi előadás                                    |

## Győztesek karneválja a cirkuszban
A hagyományokhoz híven, a 12. Budapesti Nemzetközi Cirkuszfesztivált a Győztesek karneválja a cirkuszban című utóműsor követte, amely nemzetközi műsorral örvendeztette meg azokat a nézőket, akik lemaradtak a fesztiválról. Az előadást 2018. január 19-én mutatták be.

### Műsorrend
1. rész
1. Parádé
2. Duo Romance – kínai rúdszám (Románia)
3. Without Socks – bohóctrió (Oroszország)
4. Duo Feeling – gurtniszám (Ukrajna)
5. Stanislav Vysotskyi – zsonglőr (Ukrajna)[megj 1][1]
6. Without Socks – bohóctrió (Oroszország)
7. Richter Flórián – lovas akrobataszám (Magyarország)

2. rész
1. Chinese National Acrobatic Troupe – esernyőszám (Kína)
2. Without Socks – bohóctrió (Oroszország)
3. Yan Sokolovskyy & Maria Ilienko – biciklis randevú (Ukrajna)
4. Andrejs Fjodorvs – kutya- és galambszám (Lettország)
5. Duo Solys – handstand (Kuba)
6. Without Socks – bohóctrió (Oroszország)
7. Vodyanik Group: Gallea Act – levegőszám (Oroszország)
8. Finálé

## Lúdas Matyi a cirkuszban
A 2016-os évadban bemutatott Lúdas Matyi a cirkuszban című előadást 2018. március 21. és április 2. között ötödik alkalommal tűzték a Nagycirkusz műsorára.

## Atlantic Flight
A 2018-as nyári főműsor két év után ismét vízi cirkusz volt, melyet Atlantic Flight – nagy cirkuszi utazás címmel április 7-én mutattak be. Az előadáshoz ugyanazt a szökőkútrendszert bérelték ki, ami a 2016-os műsorban is szerepelt, viszont új műsorszámokat szerződtettek.  A technikát biztosító 80 tonnányi szerkezetet négy kamion szállította a cirkuszba, ahol egy 700 fúvókából álló, süllyesztő- és emelőrendszerrel ellátott szökőkút épült fel, amely 18 méteres magasságba lövelte ki a vizet. A szökőkút alatti medencét 11 ezer liternyi vízzel töltötték fel egy 300 méter hosszú csőrendszer segítségével.

### Műsorszámok
1. rész
1. Nyitány
2. Duo Funcoholics – kínai rúdszám (Oroszország)
3. Laura Urunova – kutyaszám (Oroszország)
4. Maria Syulgina és Pisarev Evgeny – Qiuck Change (Oroszország)
5. Kudzina Kristina – hulahoppkarika-szám (Oroszország)
6. Lézershow
7. Axt Elizabeth és Bakalkina Mariia – handstand–tissue (Magyarország–Oroszország)
8. Laura Urunova – papagájszám (Oroszország)
9. Tánckar – levegő-rhönrád szám (Oroszország)

2. rész
1. Golden Pyramid – erőemelő szám (Magyarország)[megj 2]
Dosov csoport – erőemelő szám (Oroszország)
2. Polunchukov csoport (Polunchukov Aleksandr, Lazarev Vitalii, SheinMikhail) – gumiasztalszám (Oroszország)
3. Serebrennikov Iurii – zsonglőr (Oroszország)
4. Steven és Angela Pedersen – fókaszám (Dánia)
5. Maria Syulgina és Pisarev Evgeny – levegőszám (Oroszország)
6. Dosov csoport – ugródeszkaszám (Oroszország)
7. Szökőkút-show – Finálé

A műsor állandó szereplőjét, az eltévedt turistát Horváth Zoltán és Vass Szilárd (Magyarország) felváltva alakította.

## Szikramanók

### Műsorrend
1. rész
1. Nyitány
2. Konstantin A. Krutyko – kínai lengőrúd (Ukrajna)
3. Ádám Krisztián — magasdrótszám (Magyarország)
4. Andrey Averyushkin – dobzsonglőr (Oroszország)
5. Tatjana Pelekh – kutyaszám (Ukrajna)
6. Hús István és Fehérgyarmati Adrienn – perzs szám (Magyarország)
7. Andrey Averyushkin – tollaslabdaszám (Oroszország)
8. Aliev csoport – ugródeszkaszám (Oroszország)

2. rész
1. Sergey Nesterov – tigrisszám (Oroszország)
2. Artem Averyushkin – egykerekű bicikliszám (Oroszország)
3. Kostiantyn Korostylenko – zsonglőr (Ukrajna)[megj 3]
Danil Lysenko – zsonglőr (Ukrajna)
4. Andrey Averyushkin – bohóc (Oroszország)
5. Duo Aliev – levegőszám (Oroszország)
6. Black Lion Banquin Act Group – hand voltige (Etiópia)
7. Finálé